# 여수시 (2000년 선거구)
여수시는 대한민국의 옛 국회의원 선거구이다. 당시 전라남도 여수시 지역을 관할했다.

## 역사
1998년 4월 1일을 기해 여수시, 여천시, 여천군이 통합되면서 통합 여수시가 출범했다. 이에 제16대 국회의원 선거를 앞두고  여수시 선거구, 여천시·여천군 선거구가 여수시 선거구로 합구되었다. 
대한민국 제17대 국회의원 선거를 앞두고 여수시 선거구가 여수시 갑, 여수시 을 선거구로 분구되면서 폐지되었다.

## 역대 국회의원
| 선거   | 정당 | 정당         | 의원   |
| ------ | ---- | ------------ | ------ |
| 2000년 |      | 새천년민주당 | 김충조 |

## 역대 선거 결과

### 대한민국 제16대 국회의원 선거
|  | 55.47% |

|  | 10.39% |

|  | 7.81% |

|  | 7.60% |

|  | 7.40% |

|  | 5.42% |

|  | 2.67% |

|  | 2.11% |

|  | 1.09% |